# Ray Romano
Raymond Albert "Ray" Romano (født 21. december 1957) er en amerikansk skuespiller, forfatter og stand-upkomiker, bedst kendt for sine roller som Raymond Barone i komedieserien Alle elsker Raymond og som Mammuten Manfred "Manny" i Ice Age-filmserien. Han har derudover blandt andet medvirket i TNT-komedie-dramaet Men of a Certain Age, hvor han spillede Joe Tranelli.

## Filmografi
- The Irishman  (2019)